# Campionat de Zúric 1970
L'edició del 1970 fou la 55a del Campionat de Zuric. La cursa es disputà el 4 de maig de 1970, pels voltants de Zúric i amb un recorregut de 239 quilòmetres. El vencedor final fou el belga Walter Godefroot, que s'imposà per davant de Frans Mintjens i André Dierickx.

## Classificació final
|    | Ciclista         | Equip             | Temps      |
| -- | ---------------- | ----------------- | ---------- |
| 1  | Walter Godefroot | Salvarani         | 6h 09' 55" |
| 2  | Frans Mintjens   | Faemino-Faema     | + 18"      |
| 3  | André Dierickx   | Flandria-Mars     | + 1'22"    |
| 4  | Ronald De Witte  | Mann-Grundig      | m. t.      |
| 5  | Georges Pintens  | Mann-Grundig      | + 1'43"    |
| 6  | Gerard Vianen    | Caballero-Laurens | + 1'46"    |
| 7  | Jan Krekels      | Caballero-Laurens | + 1'57"    |
| 8  | Joseph Bruyère   | Faemino-Faema     | m. t.      |
| 9  | Dino Zandegù     | Salvarani         | m. t.      |
| 10 | Jan Harings      | Caballero-Laurens | m. t.      |